# Punkcore Records
Punkcore Records war ein US-amerikanisches Punkrock-Label, das ab Mitte der 1990er Jahre für etwa 15 Jahre Tonträger veröffentlichte. Es hatte seinen Sitz in Middle Island, einem Weiler in Brookhaven im Suffolk County des Bundesstaates New York.

## Veröffentlichungen (Auswahl)
- The Casualties – Underground Army (1998)
- Clit 45 – Your Life to Choose (EP, 2002)
- Defiance – Out of the Ashes (2002)
- Lower Class Brats – The Plot Sickens (2000)
- SS-Kaliert – Dsklation (2006)
- The Scarred – No Solution (2006)
- Total Chaos – Avoid All Sides (2008)
- The Unseen – Complete Singles Collection 1994–2000 (Kompilation, 2002)
- The Varukers – Vintage Varukers – Rare and Unreleased – 1980–1985 (Kompilation, 2001)